# Bundesliga de 1998–99
A Primeira Divisão da Bundesliga de 1998–99, denominada oficialmente de Fußball-Bundesliga 1998-1999, foi a 36º edição da principal divisão do futebol alemão. O campeão foi o FC Bayern München que conquistou seu 15º título na história do Campeonato Alemão.

## Premiação
| 1. Fußball-Bundesliga 1998-1999        |
| Baviera                                |
| -------------------------------------- |
| FC BAYERN MÜNCHEN Campeão (15º título) |